# Calle Palisády
La Calle Palisády (en eslovaco: Palisády) es una calle principal del casco antiguo de la ciudad de Bratislava que conecta Hodzovo námestie y el Castillo de Bratislava en la capital de la República Eslovaca. La calle es servida por trolebuses de transporte público. Cerca del castillo y del Consejo nacional de Eslovaquia dobla bruscamente y continúa como la calle Mudroňova, formando el conducto principal a través de la parte occidental del casco antiguo de Bratislava.